# Lancer du javelot masculin à la Ligue de diamant 2012
Navigation
2011
Le concours du lancer du javelot masculin de la Ligue de diamant 2012 se déroule du 19 mai au 30 août 2012. La compétition fait successivement étape à Shanghai, Eugene, Oslo, Paris, Monaco, Stockholm et Zurich.

## Calendrier
| Date            | Meeting             | Ville     | Pays       |
| --------------- | ------------------- | --------- | ---------- |
| 19 mai 2012     | Golden Grand Prix   | Shanghai  | Chine      |
| 2 juin 2012     | Prefontaine Classic | Eugene    | États-Unis |
| 7 juin 2012     | Bislett Games       | Oslo      | Norvège    |
| 6 juillet 2012  | Meeting Areva       | Paris     | France     |
| 20 juillet 2012 | Meeting Herculis    | Monaco    | Monaco     |
| 17 août 2012    | DN Galan            | Stockholm | Suède      |
| 30 août 2012    | Weltklasse          | Zurich    | Suisse     |

## Résultats
| Date | Meeting   | 1er                             | 1er   | 2e                             | 2e    | 3e                            | 3e    |
| --- | --------- | ------------------------------- | ----- | ------------------------------ | ----- | ----------------------------- | ----- |
| 19 mai 2012 | Shanghai  | Vítězslav Veselý 85,40 m (SB)   | 4 pts | Matthias de Zordo 81,62 m (SB) | 2 pts | Ari Mannio 80,91 m            | 1 pt  |
| 2 juin 2012 | Eugene    | Vadims Vasiļevskis 84,65 m (MR) | 4 pts | Vítězslav Veselý 83,78 m       | 2 pts | Stuart Farquhar 82,23 m       | 1 pt  |
| 7 juin 2012 | Oslo      | Vítězslav Veselý 88,11 m (WL)   | 4 pts | Fatih Avan 83,82 m             | 2 pts | Andreas Thorkildsen 82,30 m   | 1 pt  |
| 6 juillet 2012 | Paris     | Oleksandr Pyatnytsya 85,67 m    | 4 pts | Vítezslav Veselý 83,93 m       | 2 pts | Jarrod Bannister 83,70 m (SB) | 1 pt  |
| 20 juillet 2012 | Monaco    | Oleksandr Pyatnytsya 82,85 m    | 4 pts | Vadims Vasilevskis 81,90 m     | 2 pts | Roman Avramenko 81,57 m       | 1 pt  |
| 17 août 2012 | Stockholm | Tero Pitkämäki 86,98 m (SB)     | 4 pts | Vítezslav Veselý 83,74 m       | 2 pts | Oleksandr Pyatnytsya 81,23 m  | 1 pt  |
| 30 août 2012 | Zurich    | Tero Pitkämäki 85,27 m          | 8 pts | Antti Ruuskanen 83,36 m        | 4 pts | Oleksandr Pyatnytsya 82,95 m  | 2 pts |
| Records et Performances - AR : Record continental (area record) - CR : Record des championnats (championship record) - MR : Record du meeting (meet record) - NR : Record national (national record) - OR : Record olympique (olympic record) - PR : Record paralympique (paralympic record) - PB : Record personnel (personal best) - SB : Meilleure performance personnelle de la saison (season's best) - WL : Meilleure performance mondiale de l'année (world leader) - WJR : Record du monde junior (world junior record) - WR : Record du monde (world record) Circonstances et Conditions - DNF : N'a pas terminé (did not finish) - DNS : N'a pas pris le départ (did not start) - DQ : Disqualification (disqualification) - NM : Aucun essai valable enregistré (No Mark) - Q : Qualifié « directement » au prochain tour (ou à la prochaine compétition), lors d'une compétition majeure, grâce au classement ou à la réalisation des minima (automatic qualifier) - q : Qualifié au prochain tour (ou à la prochaine compétition), lors d'une compétition majeure, grâce au repêchage ou à la réalisation de l'une des meilleures performances parmi celles des « non qualifiés directement » (grâce au meilleur temps ou à la meilleure distance par exemple) (secondary qualifier) |           |                                 |       |                                |       |                               |       |

## Classement général
- Classement final[1] :

| Rang | Athlète              | Points |
| ---- | -------------------- | ------ |
| 1    | Vítezslav Veselý     | 14     |
| 2    | Tero Pitkämäki       | 12     |
| 3    | Oleksandr Pyatnytsya | 11     |